# Winnie Forster
Winnie Forster, eigentlich Winfried Ernst Forster (* 21. März 1969 in Starnberg), ist ein deutscher Journalist, Verleger und Computer- und Videospiel-Kritiker. Er ist Sohn des Steuerrechtlers Ernst Forster, Neffe von Gerhard Forster, dem Präsidenten des bayerischen Verfassungsschutzes von 1994 bis 2001, und Enkel des Entomologen und Zoologen Walter Forster. 

## Werdegang
Nach Abitur und Zivildienst arbeitete Forster ab 1990 als Redakteur beim Markt & Technik Verlag. Er wurde leitender Redakteur der Zeitschrift Power Play, die sich zum führenden Magazin für Computerspiele entwickelte und war 1991 Mitbegründer der Video Games. Ab 1993 leitete er mit Martin Gaksch die Redaktion von MAN!AC bei der Cybermedia Verlags GmbH. Forster ist Mitbegründer und Gesellschafter des Unternehmens, für das er Mitte der 1990er-Jahre mit Maniac Online das erste professionelle Videospiel-Portal und -Forum in deutscher Sprache aufbaute.
Parallel arbeitet Forster anderen marktführenden Zeitschriften anderer Verlage zu, ab 1992 der PC Player von Heinrich Lenhardt, von 1997 bis 2007 der Bauer-Publikation Bravo Screenfun. 2000 und 2001 realisierte er für IDG die Konsolen-Sonderhefte von GameStar, dem Prototyp der heutigen GamePro, und daneben zahlreiche Reportagen und Beiträge sowie Produkt- und Marktanalysen. Seit 2002 leitet Forster den Fachbuch-Verlag GAMEplan.
Als Gastveteran spricht Forster gelegentlich beim Podcast von Spieleveteranen über Trends und Ereignisse aus der Computer- und Videospielbranche.

## Schriften (Auswahl)
- Spielkonsolen und Heimcomputer 1972–2002. Gameplan, Utting 2003, ISBN 3-00-010658-8.
- Spielkonsolen und Heimcomputer 1972–2005. Gameplan, Utting 2005, ISBN 3-00-015290-3.
- Spielkonsolen und Heimcomputer 1972–2009. Gameplan, Utting 2009, ISBN 978-3-00-024658-6.
- Spielkonsolen und Heimcomputer 1972–2015. Gameplan, Utting 2015, ISBN 978-3-00-048142-0
- Joysticks. Gameplan, Utting 2004, ISBN 3-00-012183-8.
- Lexikon der Computer- und Video-Spielmacher. Gameplan, Utting 2008, ISBN 978-3-00-021584-1.
- als Herausgeber und Übersetzer: Volkscomputer: Aufstieg und Fall des Computer-Pioniers Commodore. Gameplan, Utting 2011, ISBN 978-3-00-023848-2.
- als Herausgeber, Übersetzer, Co-Autor: Atari: Kunst und Design der Videospiele. Gameplan, Utting 2018, ISBN 978-3-00-058030-7.

### In englischer Sprache (Auswahl)
- Encyclopedia of Game.Machines. Gameplan, Utting 2005, ISBN 3-00-015359-4.
- Steering through the Microworld. In: Friedrich von Borries: Space Time Play. Birkhäuser, Basel u. a. 2007, ISBN 978-3-7643-8414-2.
- Winnie Forster, Torsten Oppermann: Sega Game Applications: Console, Games and Development Possibilities. In: Walter Brenner, Lutz Kolbe (Hrsg.): The Information Superhighway and Private Households. Case Studies of Business Impacts. Physica-Verlag (Springer), Heidelberg 1996, ISBN 3-7908-0907-1.